# Максимов Олександр Євгенович
Олекса́ндр Євге́нович Макси́мов (19 травня 1974, Полтава, Українська РСР, СРСР — 14 вересня 2014, Ясинуватський район, Донецька область, Україна) — майор (посмертно) Збройних сил України, учасник російсько-української війни.

## Життєвий шлях
Народився 1974 року в місті Полтава. Закінчив полтавську ЗОШ № 33; Полтавське вище зенітне ракетне командне училище, 13 років служив у Збройних силах України. 2006 року звільнився за станом здоров'я. Коли почалась мобілізація, 19 березня 2014-го пішов працювати до Полтавського міського військкомату, старший офіцер відділення військового обліку. Коли надійшов наказ про відрядження двох офіцерів до зони бойових дій, зголосився бути одним із добровольців.
Загинув 14 вересня 2014-го в Донецькій області, коли колона українських військовиків, яка прямувала разом з підкріпленням на блокпости, потрапила в засідку терористів — ворожа куля влучила Олександрові в голову.
Похований на Алеї Слави міського кладовища Полтави.
Залишились дружина Оксана Іванівна та дорослий син.

## Нагороди і вшанування
- За особисту мужність і героїзм, виявлені у захисті державного суверенітету та територіальної цілісності України, вірність військовій присязі під час російсько-української війни 16 січня 2016 року нагороджений орденом Богдана Хмельницького III ступеня (посмертно)[1]
- Його портрет розміщений на меморіалі «Стіна пам'яті полеглих за Україну» у Києві: секція 4, ряд 6, місце 18
- Вшановується в меморіальному комплексі «Зала пам'яті», в щоденному ранковому церемоніалі 14 вересня[2]
- У полтавській гімназії № 33 відкрили меморіальну дошку Олександру Максимову